# El Pi de les Quatre Soques
El Pi de les Quatre Soques és una muntanya de 564 metres que es troba entre els municipis d'Olesa de Bonesvalls i de Subirats, a la comarca de l'Alt Penedès.